# Densowsee
Der Densowsee ist ein natürlicher See im Naturpark Uckermärkische Seen in Brandenburg. Er liegt im Templiner Ortsteil Densow im Landkreis Uckermark.

## Geographie und Hydrographie
Der Densowsee liegt im Süden des Gebiets des Ortsteils Densow, südlich des Gemeindeteiles Annenwalde. Von Norden fließt der Ragösenbach in den See, der Abfluss erfolgt ebenfalls über den Ragösenbach zum Großen Beutelsee.
Der See hat eine Größe von 16 ha. Der Seespiegel liegt auf 49,6 m ü. NHN. Der See ist nicht geschichtet, der Trophie-Index beträgt 2,8, d. h. der See ist eutroph. Andere Quellen geben einen Trophie-Index von 3,8 an. Der See ist sehr flach, die maximale Probentiefe war 1 m. Andere Quellen geben eine Tiefe von 1,5 m an (Müller & Meier-Brook).

## Geschichte
Der See wird bereits 1373 im Landbuch Karls IV. von 1375 als stagnum nomine Densow. Das mittelalterliche Dorf Densow lag nicht an der Stelle des heutigen Ortes Densow, sondern an der Stelle des heutigen Annenwalde am Densowsee. Im Badinger Erbregister von 1574 heißt er Densaw. Im Urmesstischblatt 2846 Gandenitz von 1825 ist er bereits als Densow See verzeichnet. Die Herkunft des Namens ist unsicher. Sophie Wauer im Brandenburgischen Namenbuch diskutiert noch die Möglichkeit einer Verbindung zum Gewässernamen Densbek und Densbach und, davon abgeleitet, zum Ortsnamen Dens. 

## Molluskenvergesellschaftung
Müller und Meier-Brook fanden 18 Arten von wasserlebenden Schnecken im Densowsee: 
- Teichnapfschnecke (Acroloxus lacustris (Linnaeus, 1758))
- Scharfe Tellerschnecke (Anisus vortex (Linnaeus, 1758))
- Riementellerschnecke (Bathyomphalus contortus (Linnaeus, 1758))
- Gemeine Schnauzenschnecke (Bithynia tentaculata (Linnaeus, 1758))
- Weißes Posthörnchen (Gyraulus albus (O. F. Müller, 1774))
- Gyraulus crista (Linnaeus, 1758)
- Gyraulus riparius (Westerlund, 1865)
- Linsenförmige Tellerschnecke (Hippeutis complanatus) (Linnaeus, 1758)
- Spitzschlammschnecke (Lymnaea stagnalis (Linnaeus, 1758))
- Quellblasenschnecke (Physa fontinalis (Linnaeus, 1758))
- Posthornschnecke (Planorbarius corneus (Linnaeus, 1758))
- Gekielte Tellerschnecke (Planorbis carinatus O. F. Müller, 1774)
- Gemeine Tellerschnecke (Planorbis planorbis (Linnaeus, 1758))
- Gemeine Schlammschnecke (Radix balthica (Linnaeus, 1758))
- Segmentina nitida (O. F. Müller, 1774)
- Gemeine Sumpfschnecke (Stagnicola palustris (O. F. Müller, 1774))
- Stagnicola sp.
- Flache Federkiemenschnecke (Valvata cristata (O. F. Müller, 1774))
- Spitze Sumpfdeckelschnecke (Viviparus contectus (Millet, 1813))

## Belege